# Robert Englund
Robert Barton Englund (Glendale, California, 6 de junio de 1947), conocido como Robert Englund, es un actor, actor de voz, cantante y director de cine estadounidense, célebre por interpretar al famoso asesino ficticio en serie Freddy Krueger en la serie de películas A Nightmare on Elm Street. Recibió dos nominaciones al Premio Saturn en la categoría de mejor actor de reparto por A Nightmare on Elm Street 3: Dream Warriors (1987) y por A Nightmare on Elm Street 4: The Dream Master (1988) en España.

## Biografía

### Primeros años
Englund nació el 6 de junio de 1947 en Glendale, California, hijo de Janis MacDonald y John Kent Englund, un ingeniero aeronáutico que ayudó a desarrollar el avión Lockheed U-2. Englund comenzó a estudiar actuación a la edad de doce años, acompañando a un amigo a un programa de teatro para niños en la Universidad Estatal de California, Northridge. Mientras cursaba la escuela secundaria, asistió a la Escuela de Teatro Cranbrook (organizada por la Comunidad Educativa Cranbrook) en Bloomfield Hills. Luego asistió a la UCLA durante tres años, antes de trasladarse a la Universidad de Oakland en Míchigan, donde se formó en el Teatro Meadow Brook, en ese momento una rama de la Real Academia de Arte Dramático. Englund tuvo cinco años exitosos actuando en teatro regional, incluyendo obras de Shakespeare y George Bernard Shaw. Se casó por primera vez en 1968 con la enfermera Elizabeth Gardner, de quien se divorció en 1972. Poco tiempo después regresó a la costa oeste en busca de trabajo en la industria del cine y obtuvo un papel secundario en la película Buster and Billie, dirigida por Daniel Petrie.

### Carrera

#### Inicios
Englund fue considerado brevemente para el papel de Han Solo en la película Star Wars de 1977 y le dijo a su amigo cercano Mark Hamill, que se encontraba durmiendo en su sofá, que fuera a la audición para el papel del joven Luke Skywalker, para el cual Hamill finalmente fue elegido. Tras la elección del actor Harrison Ford para interpretar finalmente el papel de Han Solo, Englund apareció en la película de 1977 Eaten Alive dirigida por Tobe Hooper. Luego, apareció en Galaxy of Terror, producida por Roger Corman y estrenada en 1981. En sus primeros papeles cinematográficos, Englund solía ser encasillado como un empollón o un campesino sureño. Empezó a llamar la atención mediática con su papel del técnico visitante y miembro de la resistencia Willie en la miniserie V, de 1983, así como en su segunda temporada, V The Final Battle, de 1984.

#### A Nightmare on Elm Street

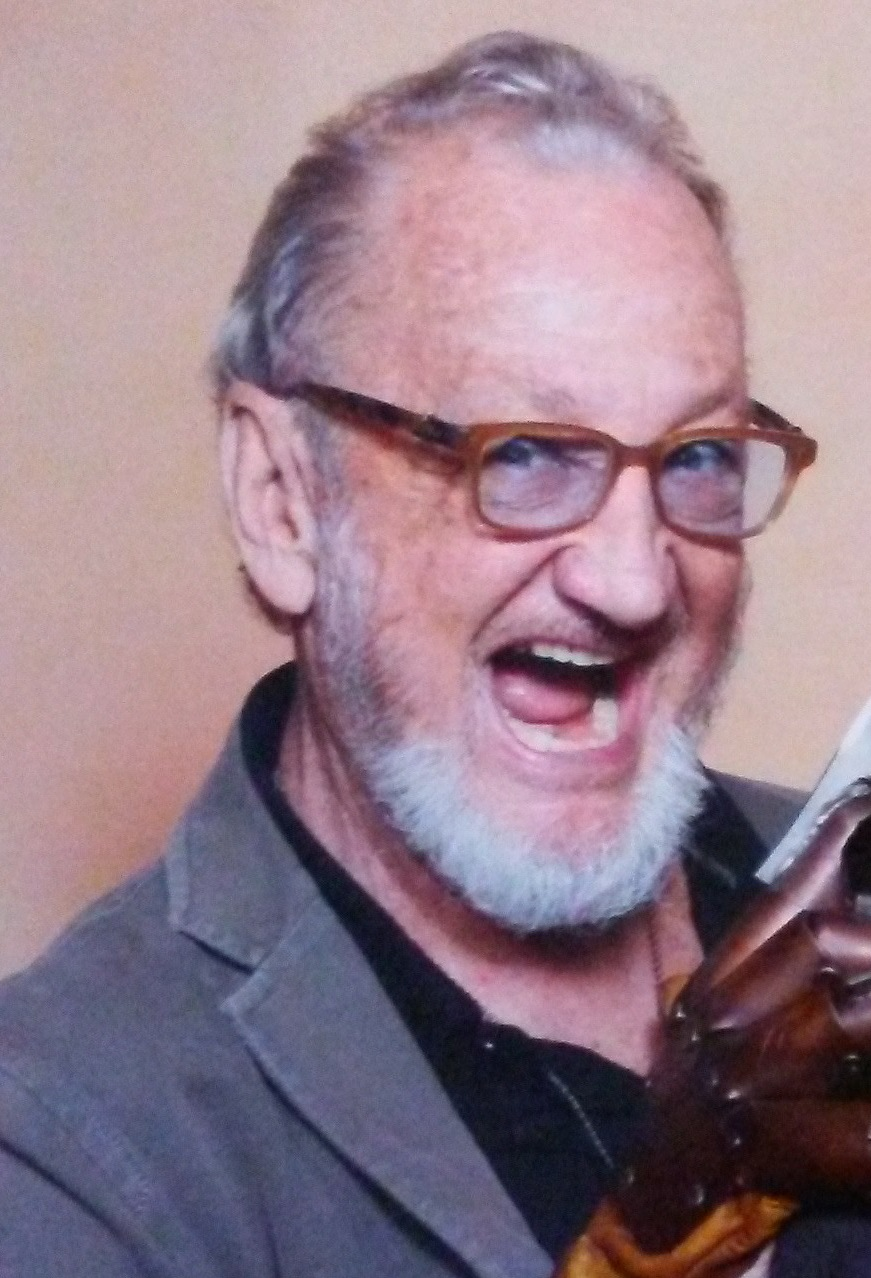
Englund en 2017 con el característico guante de cuchillas usado en la saga cinematográfica de A Nightmare on Elm Street.

Poco después, Englund aceptó el papel de Freddy Krueger, un asesino serial sobrenatural en la exitosa película A Nightmare on Elm Street (Pesadilla en la calle Elm), en 1984, dirigida por Wes Craven. Este papel lo catapultó a la fama y lo convirtió en la nueva estrella del cine de terror desde Christopher Lee y Peter Cushing en la década de 1960.
Su asociación con el género lo llevó a realizar exitosas interpretaciones en películas como El fantasma de la ópera (1989), dirigida por Dwight H. Little; The Mangler (1995), dirigida por Tobe Hooper, y 2001 Maniacs (2005). Volvió a interpretar su papel de Freddy Krueger en A Nightmare on Elm Street 2: Freddy's Revenge (1985), A Nightmare on Elm Street 3: Dream Warriors (1987), A Nightmare on Elm Street 4: The Dream Master (1988), A Nightmare on Elm Street 5: The Dream Child (1989), Freddy's Dead: The Final Nightmare (1991), Wes Craven's New Nightmare (1994) y Freddy vs. Jason (2003).
Englund es uno de los dos únicos actores que han interpretado a un personaje de terror ocho veces consecutivas, el otro es Doug Bradley, quien interpretó al personaje de Pinhead en ocho ocasiones, en la serie de películas Hellraiser. Englund ha dicho que disfruta del papel de Freddy, ya que le da un respiro de actuar siempre como un buen tipo; de hecho, muchas personas que han trabajado con él dan fe de su simpatía. Los artistas responsables del maquillaje de Krueger han comentado que Englund era tan amigable y hablador que hizo que las largas sesiones de aplicación de su maquillaje fueran un poco más desafiantes.[cita requerida]

#### Televisión y debut como director
Las apariciones en televisión de Englund incluyen la serie de corta duración Nightmare Cafe (1992), en la que interpretó a Blackie, el misterioso propietario del café, y repitió su papel de "Freddy Krueger" en la serie Freddy's Nightmares. Sus papeles como invitado incluyen la serie de ciencia ficción Babylon 5, un episodio de MacGyver como Tim Wexler, Masters of Horror, MadTV, Sliders, Knight Rider y Walker, Texas Ranger. También apareció en un episodio de Married ... With Children interpretando a Lucifer.
Hizo su debut como director en la película de terror de 1988 976-EVIL, coescrita por el futuro ganador del Oscar Brian Helgeland y protagonizada por Stephen Geoffreys. Durante la producción, Englund conoció a la decoradora Nancy Booth, con quien más tarde se casaría. Su segundo largometraje, Killer Pad, fue publicado directo a DVD en 2008. Su libro de memorias, Hollywood Monster: A Walk Down Elm Street with the Man of Your Dreams, que Alan Goldsher transcribió de sus dictados, fue publicado por la editorial Pocket Books el 13 de octubre de 2009. Ese mismo año interpretó al doctor Andover en la serie web Fear Clinic.

#### Década de 2010 y actualidad

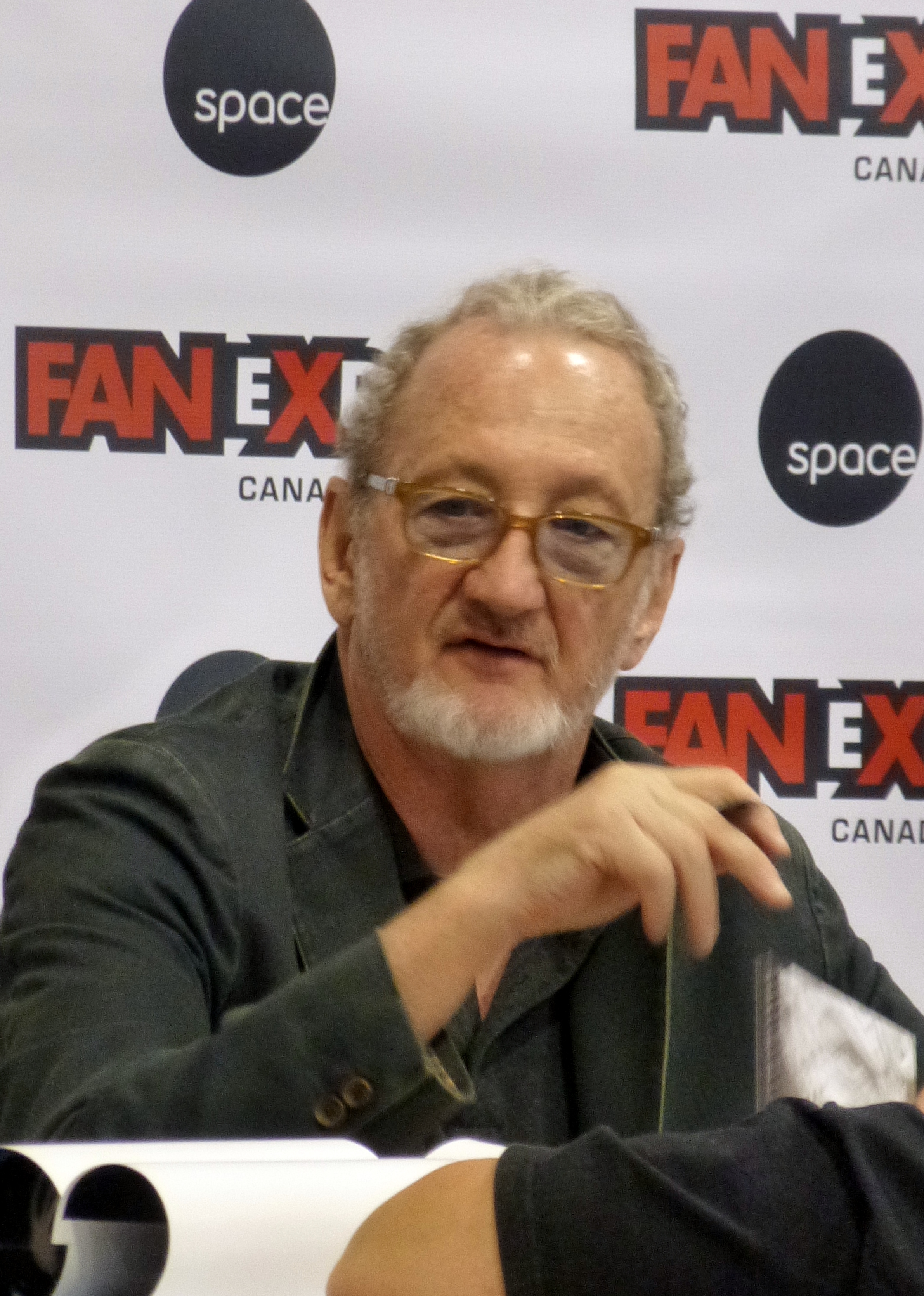
Englund, en Fan Expo Canada 2014.

En enero del 2010 se anunció que Englund volvería a interpretar el personaje de Jackson Roth para la secuela de la cinta Strangeland, de Dee Snider, titulada Strangeland II: Disciple. Sin embargo, el proyecto fue cancelado. Ese mismo año afirmó en una revista con Todd Sokolove de Forces of Geek que aparecería como estrella invitada en la nueva temporada de la serie de ciencia ficción V. Tras la cancelación de la serie en 2011, dicha aparición no pudo ser concretada. En mayo de 2010 integró el reparto de la película independiente de terror y suspenso Inkubus.
Englund hizo una aparición especial en el episodio "The Death of the Queen Bee" de la popular serie de televisión Bones, encarnando a un conserje peculiar en la antigua escuela secundaria de la doctora Temperance Brennan. Fue invitado especial en los Premios Streamy 2010 y también apareció como invitado especial del CA Weekend of Horrors el 8 de octubre de 2010.
Robert apareció como él mismo en videojuego Call of Duty: Black Ops, en un escenario llamado "Call of the Dead" como uno de los personajes jugables, y representó a un asesino en serie en el resurgimiento de la reconocida serie de televisión Hawaii Five-0 en el 2010 . También apareció en las películas Jack Brooks: Monster Slayer y Behind the Mask: The Rise of Leslie Vernon.
Recientemente protagonizó las películas The Last Showing y Fear Clinic, esta última estrenada el 22 de octubre de 2014 en el Screamfest Film Festival. En febrero de 2016, Englund organizó una maratón de A Nightmare on Elm Street en la cadena de televisión El Rey Network.

## Filmografía

### Cine
| Año  | Título                                        | Personaje                                        | Notas                               |
| ---- | --------------------------------------------- | ------------------------------------------------ | ----------------------------------- |
| 1974 | Buster and Billie                             | Whitey                                           |                                     |
| 1975 | Slashed Dreams / Sunburst                     | Michael Sutherland                               |                                     |
| 1975 | Hustle                                        | Hold-up Man                                      |                                     |
| 1976 | Stay Hungry                                   | Franklin                                         |                                     |
| 1976 | St. Ives                                      | Hood #1                                          |                                     |
| 1976 | Eaten Alive                                   | Buck                                             |                                     |
| 1976 | A Star Is Born                                | Marty                                            | No acreditado                       |
| 1977 | The Great Smokey Roadblock                    | Beebo Crozier                                    |                                     |
| 1978 | Big Wednesday                                 | Narrador, Mosca                                  |                                     |
| 1978 | Bloodbrothers                                 | Mott                                             |                                     |
| 1978 | The Fifth Floor                               | Benny                                            |                                     |
| 1981 | Dead & Buried                                 | Harry                                            |                                     |
| 1981 | Galaxy of Terror                              | Ranger                                           |                                     |
| 1982 | Don't Cry, It's Only Thunder                  | Tripper                                          |                                     |
| 1984 | A Nightmare on Elm Street                     | Freddy Krueger                                   |                                     |
| 1985 | A Nightmare on Elm Street 2: Freddy's Revenge | Freddy Krueger / Conductor de bus                |                                     |
| 1986 | Never Too Young to Die                        | Riley                                            |                                     |
| 1987 | A Nightmare on Elm Street 3: Dream Warriors   | Freddy Krueger                                   |                                     |
| 1988 | A Nightmare on Elm Street 4: The Dream Master | Freddy Krueger / Nurse                           |                                     |
| 1988 | 976-EVIL                                      |                                                  | Director                            |
| 1989 | C.H.U.D. II: Bud the C.H.U.D.                 | Man in Trenchcoat Walking with Trick-or-Treaters | No acreditado                       |
| 1989 | A Nightmare on Elm Street 5: The Dream Child  | Freddy Krueger / Maniaco                         |                                     |
| 1989 | The Phantom of the Opera                      | Erik Destler / The Phantom                       |                                     |
| 1990 | The Adventures of Ford Fairlane               | Smiley                                           |                                     |
| 1991 | Freddy's Dead: The Final Nightmare            | Freddy Krueger                                   |                                     |
| 1992 | Dance Macabre                                 | Anthony Wager / Madame                           |                                     |
| 1993 | Tobe Hooper's Night Terrors                   | Paul Chevalier / Marquis De Sade                 |                                     |
| 1994 | Wes Craven's New Nightmare                    | Él mismo / Freddy Krueger                        |                                     |
| 1995 | The Mangler                                   | Bill Gartley                                     |                                     |
| 1996 | Killer Tongue                                 | Director de prisión                              |                                     |
| 1996 | The Paper Brigade                             | Crazy Man Cooper                                 |                                     |
| 1996 | The Vampyre Wars                              |                                                  |                                     |
| 1997 | Perfect Target                                | Coronel Shakwell                                 |                                     |
| 1997 | Wishmaster                                    | Raymond Beaumont                                 |                                     |
| 1998 | Meet the Deedles                              | Nemo                                             |                                     |
| 1998 | Urban Legend                                  | Profesor Wexler                                  |                                     |
| 1998 | Strangeland                                   | Jackson "Jack" Roth                              |                                     |
| 1999 | The Prince and the Surfer                     | Kratski                                          |                                     |
| 1999 | Idle Hands                                    | La mano                                          | Voz                                 |
| 2001 | Wish You Were Dead                            | Bernie Garces                                    |                                     |
| 2003 | Freddy vs. Jason                              | Freddy Krueger                                   |                                     |
| 2003 | As a Bad Dream                                | Profesor                                         |                                     |
| 2003 | The Return of Cagliostro                      | Erroll Douglas                                   | (Il ritorno di Cagliostro)          |
| 2003 | Nobody Knows Anything!                        | Jack Sampson                                     |                                     |
| 2005 | 2001 Maniacs                                  | Mayor George W. Buckman                          |                                     |
| 2005 | Repetition                                    | Él mismo                                         |                                     |
| 2006 | Hatchet                                       | Sampson Dunston                                  |                                     |
| 2006 | Behind the Mask: The Rise of Leslie Vernon    | Doc Halloran                                     |                                     |
| 2006 | Heartstopper                                  | Sheriff Roger Berger                             |                                     |
| 2007 | Jack Brooks: Monster Slayer                   | Profesor Gordon Crowley                          |                                     |
| 2008 | Red                                           | Sr. Doust                                        |                                     |
| 2008 | Zombie Strippers                              | Ian Essko                                        |                                     |
| 2008 | Killer Pad                                    |                                                  | Director                            |
| 2009 | Night of the Sinner                           | El príncipe                                      |                                     |
| 2009 | The Vij                                       |                                                  |                                     |
| 2010 | Web Cam 3D                                    |                                                  |                                     |
| 2010 | De mayor quiero ser soldado                   | Psicólogo                                        |                                     |
| 2010 | Never Sleep Again: The Elm Street Legacy      | Él mismo                                         |                                     |
| 2010 | Hollywood Don't Surf!                         | Él mismo                                         |                                     |
| 2010 | Tamora Gamble                                 | Rory Columbus                                    |                                     |
| 2011 | Good Day for It                               | Wayne Jackson                                    |                                     |
| 2011 | Inkubus                                       | Inʞubus                                          |                                     |
| 2012 | Strippers vs Werewolves                       | Tapper                                           |                                     |
| 2012 | Zombie Mutation                               | Hombre soñado                                    |                                     |
| 2013 | Sanitarium                                    | Sam                                              | (segmento: "Figuratively Speaking") |
| 2013 | The Moleman of Belmont Avenue                 | Sr. Hezekiah Confab                              |                                     |
| 2014 | The Last Showing                              | Stuart                                           |                                     |
| 2014 | Witches Blood                                 | Él mismo                                         |                                     |
| 2015 | Fear Clinic                                   | Dr. Peter Andover                                |                                     |
| 2015 | Kantemir                                      | John                                             |                                     |
| 2015 | The Funhouse Massacre                         | Warden Kane                                      |                                     |
| 2016 | The Midnight Man                              | Dr. Harding                                      |                                     |
| 2017 | Nightworld                                    | Jacob                                            |                                     |
|      | Nightmares in the Makeup Chair                | Él mismo                                         | Documental                          |
| 2020 | In Search of Darkness: Part II                | Él mismo                                         | Documental                          |
| 2021 | Abruptio                                      | Sr. Salk                                         |                                     |
| 2022 | Elige o muere                                 | Él mismo                                         |                                     |

### Televisión
| Año       | Título                                   | Personaje                         | Notas                                                                          |
| --------- | ---------------------------------------- | --------------------------------- | ------------------------------------------------------------------------------ |
| 1977      | The Hardy Boys/Nancy Drew Mysteries:     | Gar                               | 1 episodio                                                                     |
| 1977      | Mystery of the Fallen Angels             |                                   |                                                                                |
| 1977      | Young Joe, the Forgotten Kennedy         | Willy                             | Película de televisión                                                         |
| 1978      | Police Woman                             | Jonas                             | Episodio: "Sons"                                                               |
| 1978      | The Courage and the Passion              | Sgt. Bell                         | Película de televisión                                                         |
| 1979      | The Ordeal of Patty Hearst               | Informante                        | Película de televisión                                                         |
| 1979      | Police Story                             | Pintor                            | Episodio: "A Cry for Justice"                                                  |
| 1979      | Soap                                     | Simon                             | 2 episodios                                                                    |
| 1979      | Mind Over Murder                         | Ted Beasly                        | Película de televisión                                                         |
| 1979      | California Fever                         | Buddy Burns                       | Episodio: "Centerfold"                                                         |
| 1979      | Paris                                    | J.J. Eastwick                     | Episodio: "Dead Men Don't Kill"                                                |
| 1980      | Charlie's Angels                         | Harold Belkin                     | Episodio: "Harrigan's Angel"                                                   |
| 1980      | Flo                                      | Web                               | Episodio: "The Hero of Flo's Yellow Rose"                                      |
| 1981      | CHiPs                                    | Zack                              | 1 episodio                                                                     |
| 1981      | Walking Tall                             | Bobby Joe Wilson                  | 1 episodio                                                                     |
| 1981      | Hart to Hart                             | Buddy Kilgore                     | Episodio: "Rhinestone Harts"                                                   |
| 1982      | Thou Shalt Not Kill                      | Bobby Collins                     | Película de televisión                                                         |
| 1982      | Mysterious Two                           | Boone                             | Película de televisión                                                         |
| 1982      | Cassie & Co.                             | Cliff                             | Episodio: "Fade Out"                                                           |
| 1983      | The Fighter                              | Charlie                           | Película de televisión                                                         |
| 1983      | Starflight: The Plane That Couldn't Land | Scott                             | Película de televisión                                                         |
| 1983      | Simon & Simon                            | 3-Card Monty                      | Episodio: "Red Dog Blues"                                                      |
| 1983      | V                                        | Willie                            | 2 episodios                                                                    |
| 1983      | I Want to Live                           | Sam Cooper                        | Película de televisión                                                         |
| 1983      | Manimal                                  | Matón                             | Episodio: "Night of the Beast"                                                 |
| 1983      | Hobson's Choice                          | Freddy Beenstock                  | Película de televisión                                                         |
| 1983      | Journey's End                            |                                   | Película de televisión                                                         |
| 1984      | Alice                                    | Sammy                             | Episodio: "Vera, the Horse Thief"                                              |
| 1984      | V: The Final Battle                      | Willie                            | 3 episodios                                                                    |
| 1984–1985 | V                                        | Willie                            | 13 episodios                                                                   |
| 1985      | Hunter                                   | Vaughn                            | 1 episodio                                                                     |
| 1986      | MacGyver                                 | Tim                               | 1 episodio                                                                     |
| 1986      | Knight Rider                             | Edward Kent                       | 1 episodio                                                                     |
| 1986      | North and South Book II                  | Desertor                          | 1 episodio                                                                     |
| 1986–1987 | Downtown                                 | Dennis Shothoffer                 | 14 episodios                                                                   |
| 1988      | D.C. Follies                             | Freddy Krueger                    | 1 episodio                                                                     |
| 1988–1990 | Freddy's Nightmares                      | Freddy Krueger                    | 44 episodios, Director: "Cabin Fever"                                          |
| 1992      | Nightmare Cafe                           | Blackie                           | 6 episodios                                                                    |
| 1994      | Mortal Fear                              | Dr. Ralph Wannamaker              | Película de televisión                                                         |
| 1995      | Legend                                   | Mordechai / Willy Miles           | Episodio: "The Gospel According to Legend"                                     |
| 1995      | The Unspoken Truth                       | Ernest "Ernie" Trainor            | Película de televisión                                                         |
| 1996      | Walker, Texas Ranger                     | Lyle Eckert                       | Episodio: "Deadline"                                                           |
| 1996      | Babylon 5                                | Jeremiah                          | Episodio: "Grey 17 Is Missing"                                                 |
| 1996      | Sliders                                  | Dr. James Aldohn                  | Episodio: "State of the A.R.T."                                                |
| 1997      | Married... with Children                 | Lucifer                           | 1 episodio                                                                     |
| 1998      | The Simpsons                             | Freddy Krueger                    | Voz. Episodio: "Treehouse of Horror IX"                                        |
| 1999      | The Jamie Foxx Show                      | Clive                             | Episodio: "Bro Jack"                                                           |
| 1999      | The Hughleys                             | Evil Bloodthirsty Brian           | Episodio: "Storm o' the Century"                                               |
| 2000      | Python                                   | Dr. Anton Rudolph                 | Película de televisión                                                         |
| 2001      | The Nightmare Room                       | Sr. Bell                          | Episodio: "The Howler"                                                         |
| 2001      | Charmed                                  | Gammill                           | 1 episodio                                                                     |
| 2002      | Justice League                           | Felix Faust                       | Voz. Episodios: "Paradise Lost" Partes 1 & 2                                   |
| 2002      | Windfall                                 | Scratch                           | Película de televisión                                                         |
| 2003      | I'm with Her                             | Leonard Heckman                   | Episodio: "All About Evil"                                                     |
| 2004      | Super Robot Monkey Team Hyperforce Go!   | Ringmaster                        | Voz. Episodio: "Circus of Ooze"                                                |
| 2004–2008 | The Batman                               | Riddler                           | Voz. Episodios: "Riddled", "Night and the City", "Riddler's Revenge", "Rumors" |
| 2005      | Justice League Unlimited                 | Felix Faust                       | Voz. Episodio: "The Balance"                                                   |
| 2005      | Masters of Horror                        | The MC                            | Episodio: Dance of the Dead                                                    |
| 2007      | Black Swarm                              | Eli Giles                         | Película de televisión                                                         |
| 2008–2009 | The Spectacular Spider-Man               | Vulture                           | Voz. 4 episodios                                                               |
| 2009      | The Super Hero Squad Show                | Dormammu                          | Voz. Episodio: "Enter Dormammu!"                                               |
| 2009      | Fear Clinic                              | Dr. Andover                       | 5 episodios                                                                    |
| 2010      | Bones                                    | Ray Buxley                        | Temporada 5, episodio 17: "La muerte de la abeja reina"                        |
| 2010      | Chuck                                    | Dr. Stanley Wheelwright           | Episodio: "Chuck Versus the Aisle of Terror"                                   |
| 2010      | Supernatural                             | Dr. Robert                        | Episodio: "Appointment in Samarra"                                             |
| 2011      | Hawaii Five-0                            | Samuel Lee                        | 1 episodio                                                                     |
| 2011–2017 | Regular Show                             | Anti-Pops / The Stag Man          | Voz. 8 episodios                                                               |
| 2012      | Green Lantern: The Animated Series       | Myglom                            | Voz. Episodio: "Razer's Edge"                                                  |
| 2012      | Criminal Minds                           | Detective Gassner                 | 1 episodio                                                                     |
| 2012      | Lake Placid: The Final Chapter           | Jim Bickerman                     | Película de televisión                                                         |
| 2013      | Workaholics                              | Dr. TelAmeriCorp / Josh           | 1 episodio                                                                     |
| 2014      | Teenage Mutant Ninja Turtles             | Dire / Dread Beaver               | Voz. Episodio: "In Dreams"                                                     |
| 2015      | Hulk and the Agents of S.M.A.S.H.        | Pluto                             | Voz. Episodio: "The Tale of Hercules"                                          |
| 2015      | Hell's Kitchen                           | Él mismo                          | 1 episodio                                                                     |
| 2015      | Lake Placid vs. Anaconda                 | Jim Bickerman                     | Película de televisión                                                         |
| 2017      | Uncle Grandpa                            | Boogie Man                        | Voz. Episodio: "Broken Boogie"                                                 |
| 2018      | The Goldbergs                            | Freddy Krueger                    | Episodio: "Mister Knifey-Hands"                                                |
| 2018      | Spy Kids: Mission Critical               | The Squatter                      | Voz. Episodio: "Home Sick"                                                     |
| 2020      | True Terror with Robert Englund          | Él mismo                          | Actualmente en temporada 1 - The Travel Channel                                |
| 2020      | JJ Villard's Fairy Tales                 | Hive Head / Toilet / Porridge Dad | Voces. Episodio: "The Goldilox Massacre"                                       |
| 2022      | Stranger Things                          | Victor Creel                      | 4 temporada                                                                    |

### Videojuegos
| Año  | Título                             | Personaje        | Notas |
| ---- | ---------------------------------- | ---------------- | ----- |
| 2011 | Call of Duty: Black Ops            | Él mismo         |       |
| 2011 | Mortal Kombat                      | Freddy Krueger   | Voz   |
| 2016 | Master of Orion: Conquer the Stars | Emperador Terran | Voz   |
| 2017 | Injustice 2                        | Jonathan Crane   | Voz   |

## Premios
| Año  | Premio                             | Categoría                             | Película                                      | Resultado |
| ---- | ---------------------------------- | ------------------------------------- | --------------------------------------------- | --------- |
| 1988 | Saturn Award                       | Best Supporting Actor                 | A Nightmare on Elm Street 3: Dream Warriors   | Nominado  |
| 1990 | Saturn Award                       | Best Supporting Actor                 | A Nightmare on Elm Street 4: The Dream Master | Nominado  |
| 1995 | Fantafestival                      | Best Actor                            | The Mangler                                   | Ganador   |
| 2001 | Saturn Award                       | Life Career Award                     | -                                             | Ganador   |
| 2004 | Fangoria Chainsaw Awards           | Best Actor                            | Freddy vs. Jason                              | Nominado  |
| 2007 | Festival de Cine de Sitges         | Premio Máquina del Tiempo             | -                                             | Ganador   |
| 2009 | Fangoria Chainsaw Awards           | Best Supporting Actor                 | Jack Brooks: Monster Slayer                   | Nominado  |
| 2010 | New York City Horror Film Festival | Lifetime Achievement Award            | -                                             | Ganador   |
| 2010 | Premios Streamy                    | Best Male Actor in a Drama Web Series | Fear Clinic                                   | Nominado  |
| 2020 | CinEuphoria Awards                 | Career - Honorary Award               | -                                             | Ganador   |